# Jolanta Kondratowicz-Pozorska
Jolanta Kondratowicz-Pozorska (ur. 15 czerwca 1967, zm. 23 czerwca 2018) – polska ekonomistka, profesor nadzwyczajny i dziekan Wydziału Nauk Ekonomicznych Politechniki Koszalińskiej.

## Życiorys
W 1991 ukończyła studia ekonomiczne na Uniwersytecie Szczecińskim. Od 1991 pracowała w Katedrze Statystyki Matematycznej na Wydziale Ekonomicznym Akademii Rolniczej w Szczecinie.  W 1999 obroniła dysertację Modelowanie rynku pracy w gospodarce żywnościowej w województwie szczecińskim napisaną pod kierunkiem profesora Bogdana Krawca i otrzymała stopień naukowy doktora nadany przez Wydział Ekonomiczno-Rolniczy Szkoły Głównej Gospodarstwa Wiejskiego w Warszawie. W latach 2002–2005 pełniła funkcję prodziekana ds. studiów dziennych kierunków ekonomia oraz marketing i zarządzanie na Wydziale Ekonomiki i Organizacji Gospodarki Żywnościowej Akademii Rolniczej w Szczecinie, a także prodziekana Zamiejscowego Ośrodka Dydaktycznego z siedzibą w Barlinku. W latach 2008-2015 pracowała w Katedrze Ekonomii na Wydziale Zarządzania i Ekonomiki Usług Uniwersytetu Szczecińskiego. W 2015 została  doktorem habilitowanym na podstawie oceny dorobku naukowego oraz rozprawy Ekonomiczno-organizacyjne determinanty konkurencyjności ekologicznych gospodarstw rolnych w Polsce. W latach 2015-2018 była zatrudniona na stanowisku profesora nadzwyczajnego w Katedrze Rachunkowości na Wydziale Nauk Ekonomicznych Politechniki Koszalińskiej, gdzie pełniła funkcję dziekana tego Wydziału.
Została pochowana 29 czerwca 2018 na Cmentarzu Centralnym w Szczecinie (kw. 43B-3-6).

## Wybrane publikacje[2][5][6]
- Operational-decisional model of food economy. „Studia i Materiały Polskiego Stowarzyszenia Zarządzania Wiedzą” 2007, 9, s.34-39
- Changes in perceiving the market by polish farmers. „Service Management” 2009, 4, s.67-74
- Analiza form komunikacji marketingowej polskich gospodarstw ekologicznych z odbiorcami. „Zesz. Nauk. Uniw. Szczec. 532. Ekon. Probl. Usług nr 42” 2009, s.322-329[7]
- Ekonomiczno-organizacyjne determinanty konkurencyjności ekologicznych gospodarstw rolnych w Polsce. Polskie Towarzystwo Ekonomiczne. Oddział Wojewódzki Szczecin 2013, 420 ss. ISBN 9788387249342
- Analiza działań LGD na rzecz rozwoju zrównoważonego (na przykładzie województwa zachodniopomorskiego). „Studia i Prace Wydziału Nauk Ekonomicznych i Zarządzania. Uniwersytet Szczeciński” 2014, 37, 2, s.279-288[8]